# Theodor Kirchner

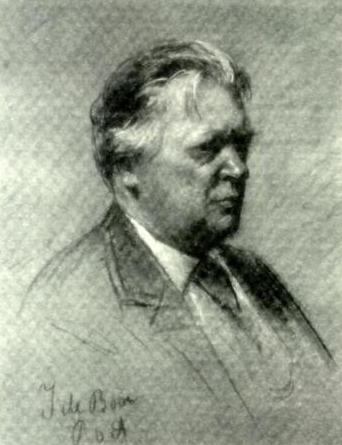
Theodor Kirchner.

Theodor Fürschtegott Kirchner, född den 10 december 1823 nära Chemnitz, död den 18 september 1903 i Hamburg, var en tysk tonsättare.
Kirchner studerade i Leipzig och Dresden samt blev 1843 organist i Winterthur, 1862 musiklärare i Zürich och 1872 i Meiningen. Han var 1873-75 direktör för kungliga musikskolan i Würzburg, varefter han bosatte sig i Leipzig. Han blev 1883 konservatorielärare i Dresden och flyttade 1890 till Hamburg. 
Kirchner var företrädesvis känd och älskad som Schumanns främste efterföljare i en stor mängd fint tänkta och utarbetade miniatyrstycken för sång och i synnerhet för piano, som humoresker, elegier, albumblad och fantasier under olika namn.